# Amboise
Amboise je naselje in občina v osrednjem francoskem departmaju Indre-et-Loire regije Center. Leta 2009 je naselje imelo 12.505 prebivalcev.

## Geografija
Kraj leži v pokrajini Touraine ob reki Loari in njenem levem pritoku Amasse, 24 km vzhodno od Toursa.

## Uprava
Amboise je sedež istoimenskega kantona, v katerega so poleg njegove vključene še občine Cangey, Chargé, Limeray, Lussault-sur-Loire, Montreuil-en-Touraine, Mosnes, Nazelles-Négron, Pocé-sur-Cisse, Saint-Ouen-les-Vignes, Saint-Règle in Souvigny-de-Touraine s 24.841 prebivalci.
Kanton Amboise je sestavni del okrožja Tours.

## Zgodovina
Amboise je bil sprva trdnjava galskega plemena Turonov, ki so jo ob zavzetju Galije prevzeli Rimljani. Leta 503 je bil v kraju podpisan mirovni sporazum med Klodvikom I., kraljem Frankov, in Alarikom II., kraljem Vizigotov.
V 16. stoletju je bil kraj prizorišče ponesrečene zarote hugenotov, ki so si hoteli z ugrabitvijo mladega kralja Franca II. in aretacijo njegovega varuha Franca, vojvoda Guiškega po smrti Henrika II. podrediti državo. Dogodek je vodil k verskim vojnam (1562-1598), ki so za več desetletij razdelile Francijo.

## Zanimivosti
Amboise je na seznamu francoskih umetnostno-zgodovinskih mest.
- renesančni grad Château d'Amboise iz 15. stoletja, nadomestil je predhodne utrdbe ob reki Loari, ko je obnovljen in povečan postal rezidenca več francoskih kraljev, pred tem v lasti lokalnega gospostva d'Amboise. V času državljanske vojne (1648-1653) je postal zapor za kraljeve nasprotnike, med francosko revolucijo je izgubil na pomembnosti, večji del tudi porušen. V sklopu gradov v dolini reke Loare je od leta 2000 na Unescovem seznamu svetovne kulturne dediščine.
- renesančni dvorec château du Clos Lucé iz sredine 15. stoletja; na njem je po prihodu v Francijo na povabilo francoskega kralja Franca I. živel in delal vse do svoje smrti italijanski umetnik Leonardo da Vinci (1516-1519).
- stara mestna vrata, ob koncu 15. stoletja je bil na njih postavljen urni stolp,
- cerkev sv. Denisa iz 12. do 16. stoletja,
- nekdanja župnijska cerkev sv. Florentina iz 15. in 16. stoletja,
- grajska kapela sv. Huberta z grobom Leonarda da Vincija,
- klasicistični dvorec Château de Chanteloup iz 18. stoletja s parkom in kitajsko pagodo.

## Pobratena mesta
- Băleni (Galacija, Romunija),
- Boppard (Porenje - Pfalška, Nemčija),
- Fana (Mali),
- Suwa (Honšu, Japonska),
- Vejer de la Frontera (Andaluzija, Španija),
- Vinci (Toskana, Italija).